# Мохаммадшахр
Мохаммадшахр (перс. - مُحَمَّدشَهر, произносится: Мохаммадшяхр) — город в Иране, в остане Альборз. Он расположен в центральном бахще шахрестана Кередж. Город расположен к юго-западу от Кереджа, на трассе Кередж — Махдащт, а рядом с ним располагаются города Махдащт и Мещкиндащт. Этот город был создан в течение нескольких лет, и его создание прошло в несколько этапов. Он обладает большим потенциалом для роста. Мохаммадшахр состоит из районов Чамран, Фердоуси (Валядабад-е кучекь), Куй-е Джаафарийе (Джаафарабад), Хомаюнвейла, Валядабад-е бозоргь, Махалле-йе Эсфаханиха, Аббасабад. В подчинении городской администрации находится и деревня Алиабад-гуне (Хасанабад).

## Достопримечательности
Среди достопримечательностей Мохаммадшахра можно указать на гробницу имамзаде Абдаллаха и древние курганы Кышлактапа и Алиабад-гуне, гробницы имамзаде Ахмада и Махмуда и крепость Хайдарабад. Недавно был основан и лесопарк в квартале Джаафарийе, где каждый день гуляют сотни горожан. В Мохаммадшахре в настоящее время создаются развлекательные комплексы и специальное место досуга для пожилых граждан.

## Демографическая динамика
Согласно двум последним иранским переписям (25 октября 2006 г. и 24 октября 2011 г.), население города оказалось равно 83272 и 100519 человек. Таким образом, город преодолел важную отметку в 100 тысяч жителей и теперь стал одним из крупных городов Ирана. Среднегодовые темпы общего роста населения города за это пятилетие оказались равны 3,8% в год. Это — очень высокий темп, и он в современных иранских условиях не может быть за счет одной только рождаемости, поэтому очевидно, что очень большую роль в росте этого нового города сыграла иммиграция населения. Численность населения, прибавлявшаяся к городскому населению в среднем за каждый год, оказалась в 2006-2011 гг. равна 3450 человек, это — достаточно большая цифра. За 2011 г. есть данные и по соотношению полов в городе. Они свидетельствуют, что в нём обитало 51359 мужчин и 49160 женщин, это означает, что в городе на 100 женщин приходилось 104 мужчины. Это соотношение характерно и в целом для Ирана. Мохаммадшахр, несмотря на быстрый рост, растет медленнее по сравнению с некоторыми другими городами остана Альборз. Так, если в 2006 г. он занимал 2-е место по численности населения, то в 2011 г. - уже 3-е.